# La Cigale (pivnice)
La Cigale je pivnice nacházející se ve městě Nantes ve francouzském departmentu Loire-Atlantique. Je klasifikována jako historická památka od 12. října 1964.
Nachází se na jižní straně náměstí Graslin, naproti divadlu stejného jména, mezi ulicemi Regnard a Piron. Byla navržena architektem a keramikem Émilem Libaudièrem, zdobená sochařem Émilem Gaucherem a malířem Georgesem Levreauem v secesním stylu. Byla slavnostně otevřena 1. dubna 1895. První majitelkou byla paní Calado. Od počátků přitahovala buržoazii a umělce, kteří hráli v divadle Graslin. Surrealisté, jako byl Jacques Prévert nebo André Breton, zde bývali hosty. Jacques Demy ji použil pro scény z filmu Lola v roce 1961. Později sloužila jako pozadí pro další filmy: Debout les crabes, la mer monte! (Jean-Jacques Grand-Jouan, 1983) a Jacquot de Nantes (Agnès Varda, 1991).
V roce 1964 se přeměnila na samoobsluhu. V 70. letech 20. století hrozilo, že bude opuštěna, ale v roce 1982 se stala opět pivnicí.